# 贵人纳喇氏 (那丹珠之女)
贵人纳喇氏，清康熙帝的贵人，那丹珠之女:318:48。
《玉牒》仅记“贵人纳喇氏，那丹珠之女”:318:48。她的出身、何时入宫、何时逝世、安葬何地，是否是仅知封号、不知姓氏的康熙帝贵人中的一位，均不得而知:318。
康熙帝有两个早夭、未序齿的儿子萬黼和允禶。后世文献对他们的生母有三种说法，除通嫔那拉氏或另一位贵人纳拉氏外，以张尔田编撰的《清列朝后妃传稿》为代表，称纳喇氏为两人生母。当代研究者王冕森查询《玉牒》，原文均记两子为“贵人纳喇氏护军校兆格之女所出”。纳喇氏确实不是二人生母。《玉牒》收录的其她贵人均是为康熙帝生育子女者。无子女的纳喇氏位列其中，被认为身份与众不同。当代研究者王冕森根据康熙帝后宫信息，猜测她可能是奉安于清东陵周边马家庄的老貴人，但尚需“对档案进一步挖掘查证”:318—319。